# Тодор Кръстев (офицер)
Тодор Лазов Кръстев е български офицер, генерал-майор от пехотата, командир на рота от 53-ти пехотен резервен полк през Първата световна война (1915 – 1918), на 24-ти пехотен черноморски полк (1935 – 1944) и на 28-a пехотна дивизия през Втората световна война (1941 – 1945).

## Биография
Тодор Кръстев е роден на 15 февруари 1894 г. в Радомир. През 1913 г. е произведен в чин подпоручик, служи в 26-и пехотен пернишки полк и на 2 август 1915 г. в чин поручик.
През Първата световна война (1915 – 1918) поручик Кръстев е командир на рота от 53-ти пехотен резервен полк, за която служба съгласно заповед № 679 от 1917 г. по Действащата армия е награден с Военен орден „За храброст“, IV степен, 2 клас.. На 18 септември 1917 г. е произведен в чин капитан. През 1918 е награден с Народен орден „За военна заслуга“ V степен с военно отличие, която награда е потвърдена със заповед № 355 от 1921 г. по Министерството на войната.
Служи в 14-и пехотен македонски полк и 8-и пехотен приморски полк. През 1928 г. е произведен в чин майор, а от 1930 г. служи в 25-и пехотен драгомански полк, на която служба е до 1931 г., когато е назначен на служба в 6-и пехотен търновски полк. На 3 септември 1932 г. е произведен в чин подполковник. През 1933 г. подполковник Кръстев е назначен за началник на Софийското военно окръжие, от 1934 г. е началник на секция в канцеларията, през същата година е назначен за помощник-командир на 1-ви пехотен софийски полк. През 1935 г. подполковник Тодор Кръстев поема командването на 24-ти пехотен черноморски полк, на 3 октомври 1936 г. е произведен в чин полковник.
По време на Втората световна война (1941 – 1945) полковник Кръстев продължава командването на полка до 14 септември 1944 г., когато е произведен в чин генерал-майор и назначен за командир на 28-a пехотна дивизия. Дивизията командва до 15 октомври 1944 г., през 1945 г. е назначен за инспектор на мобилизацията, като същата година е назначен за началник на отделение „Пострадали от войните“ към Щаба на войската. През 1947 г. е уволнен от служба.

## Военни звания
- Подпоручик (1913)
- Поручик (2 август 1915)
- Капитан (18 септември 1917)
- Майор (1928)
- Подполковник (3 септември 1932)
- Полковник (3 октомври 1936)
- Генерал-майор (14 септември 1944)

## Награди
- Военен орден „За храброст“ IV степен 2 клас (1917)
- Народен орден „За военна заслуга“ V степен с военно отличие (1918)